# Smilo von Lüttwitz
Smilo Walther Hinko Oskar Costantin Wilhelm von Lüttwitz (Strasburgo, 23 dicembre 1895 – Coblenza, 19 maggio 1975) è stato un generale tedesco del Deutsches Heer prima e della Wehrmacht poi, decorato con la croce di cavaliere con Fronde di Quercia e Spade.

## Biografia
Figlio del generale Walther von Lüttwitz, Smilo apparteneva ad una famiglia aristocratica di antiche tradizioni militari degli junker, la nobiltà prussiana, e suo padre era a capo di un'ala della "vecchia" destra monarchica tedesca. Il giovane aristocratico fu educato in un'accademia militare, dalla quale uscì tenente di cavalleria. Mobilitato il 3 agosto 1914, fu destinato assieme al suo reggimento al fronte orientale, ove, sotto la supervisione di Hindenburg, si distinse a Tannenberg e a Duna e fu di stanza in Curlandia per qualche tempo operando con il generale Rüdiger von der Goltz alla permanenza monarchica nei Paesi Baltici e combatté contro i russi, venendo insignito di numerose decorazioni militari tedesche e promosso infine capitano e poi maggiore.
Nel 1916, suo fratello Wilfried fu ucciso in azione sul fronte occidentale, e Smilo fu incitato a prendere il suo posto come aiutante di campo del kronprinz (principe ereditario) Guglielmo di Prussia, figlio di Guglielmo II, entrando ben presto nelle grazie di questo. Fu poi aiutante di un generale tedesco in Ucraina contro i russi.
Tornato in Germania, occupò vari posti di ufficiale nel Reichswehr, e nonostante non avesse preso parte al Putsch di Kapp di estrema destra, fu condannato al carcere per due anni. Appoggiò poi il governo di Hindenburg, durante il quale fu promosso colonnello. Nonostante non avesse aderito al Partito Nazista, ricevette da Hitler vari ruoli molto importanti nella Wehrmacht, nella quale ebbe una rapidissima carriera, partendo da generalmajor nel 1942 per arrivare a generalleutnant nel 1944.
Partecipò con successo alle operazioni d'invasione in Polonia e della Francia, e fu poi nominato comandante delle truppe tedesche a nord della Linea Gotica in Italia, avendo un particolare merito in quanto comandante della 26. Panzer-Division (26ª Divisione corazzata) nell'impedire alle truppe britanniche di sbarcare di notte nel territorio italiano controllato dai tedeschi. Nonostante non avesse preso parte in nessun modo ai crimini dell'olocausto e avesse presentato spesso reclami contro la crudeltà dimostrata nei confronti dei prigionieri civili e militari nemici, catturato al termine della guerra dagli americani, fu condannato a dieci anni di carcere, che scontò tutti in un campo di prigionia americano presso Amburgo.
Rilasciato, fu reintegrato come generale della Bundeswehr nella Germania Ovest.